# Passalus ferenudus
Passalus ferenudus is een keversoort uit de familie Passalidae. De wetenschappelijke naam van de soort is voor het eerst geldig gepubliceerd in 1898 door Kuwert.